# 张俊贤
张俊贤（1912年—1993年），男，陕西佳县人，中华人民共和国政治人物，曾任中共青海省委常委、组织部部长，宁夏回族自治区高级人民法院副院长，中共宁夏回族自治区纪委副书记，宁夏回族自治区人大常委会副主任。